# Thomas Glavinic

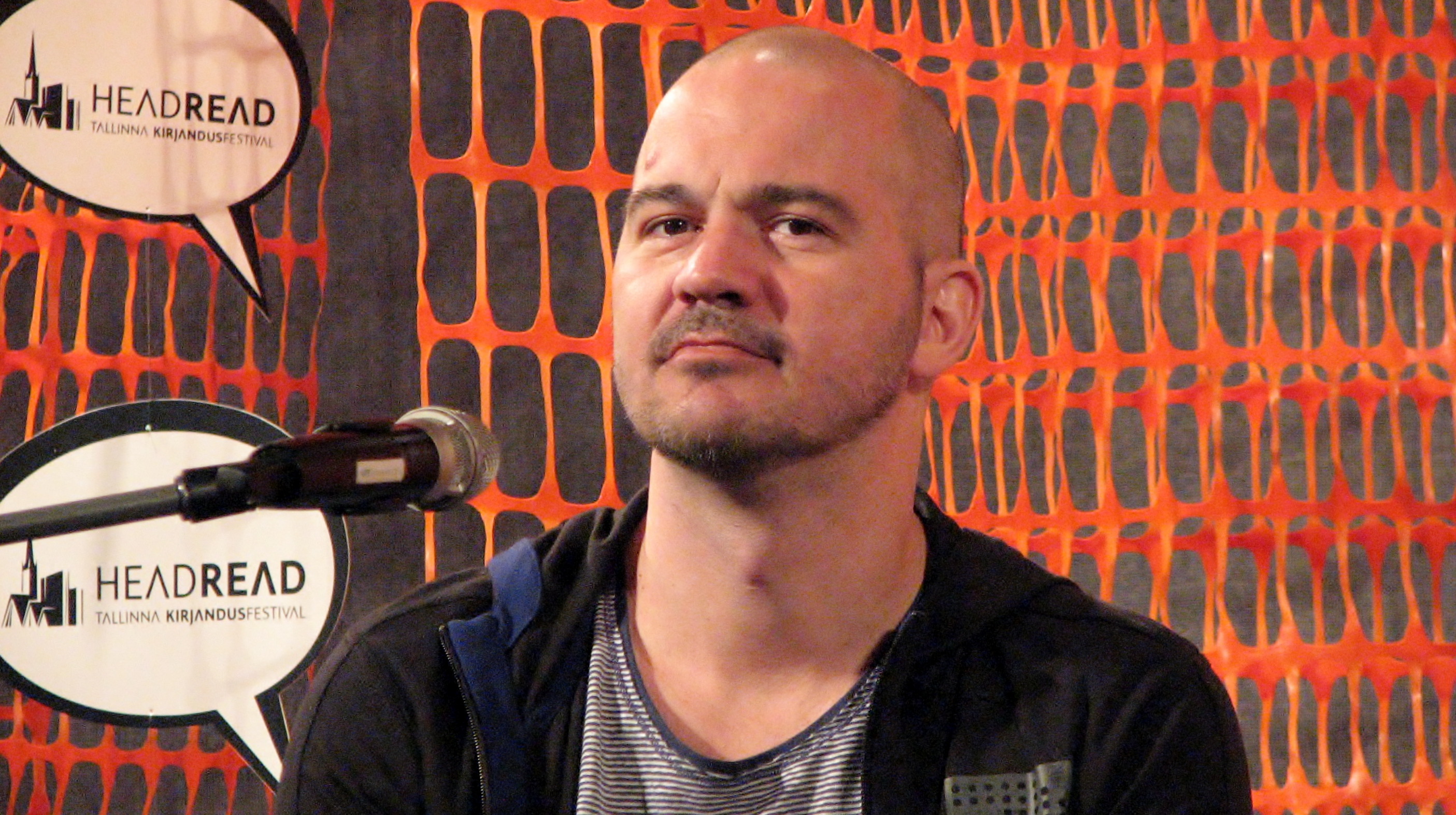
Thomas Glavinic

Thomas Glavinic (* 2. dubna 1972, Štýrský Hradec) je rakouský spisovatel, prozaik, po otci původem z bývalé Jugoslávie.

## Život
Předtím nežli se vydal na dráhu spisovatele vykonával řadu povolání, pracoval např. jako copywriter, horník či po dobu dvou let jako taxikář pro společnost Weingraber. V mládí hrával na vysoké úrovni šachy. Je fanoušek fotbalového klubu SK Sturm Graz.

## Publikační činnost
Za svoji literární činnost byl již třikrát (tj. 2007 (finalista), 2009 (širší nominace), 2013 (širší nominace)) nominován na prestižní Německou knižní cenu, avšak zatím neúspěšně.

### Přehled děl v originále (výběr)
- Der Jonas-Komplex: Roman. Frankfurt am Main: S. Fischer Verlag, 2016. 752 S.
- Meine Schreibmaschine und ich. München: Carl Hanser Verlag, 2014. 120 S.
- Das größere Wunder: Roman. München: Carl Hanser Verlag, München 2013. 528 S.
- Unterwegs im Namen des Herrn: Roman. München: Carl Hanser Verlag, 2011. 208 S.
- Lisa: Roman. München: Carl Hanser Verlag, 2011. 208 S.
- Das Leben der Wünsche: Roman. München: Carl Hanser Verlag, 2009. 320 S.
- Das bin doch ich: Roman. München: Carl Hanser Verlag, 2007. 240 S.
- Die Arbeit der Nacht: Roman. München: Carl Hanser Verlag, 2006. 394 S.
- Wie man leben soll: Roman. München: dtv, 2004. 240 S.
- Der Kameramörder: Erzählung. Berlin: Volk und Welt Verlag, 2001. 156 S.
- Carl Haffners Liebe zum Unentschieden: Roman. 1. vyd. 1998. 208 S. (jeho literární prvotina; dtv, 2006) Pozn.: Dílo se věnuje šachové osobnosti Carlu Schlechterovi.[5]

### České překlady
- Láska Carla Haffnera k remízám (orig. 'Carl Haffners Liebe zum Unentschieden'). 1. vyd. Praha ; Litomyšl : Paseka, 2013. 204 S. Překlad: Radovan Charvát

### Ocenění
- 2002 – Stipendium Eliase Canettiho města Vídně (Elias-Canetti-Stipendium der Stadt Wien)
- 2002 – Rakouské státní stipendium v oblasti literatury (Österreichisches Staatsstipendium für Literatur)
- 2002 – Cena Friedricha Glausera (Friedrich-Glauser-Preis) za detektivní povídku Der Kameramörder[6][7]
- 2007 – Cena za fantastiku města Wetzlaru (Phantastik-Preis der Stadt Wetzlar) za Die Arbeit der Nacht